# Hydractinia vallini
Hydractinia vallini är en nässeldjursart som beskrevs av Jäderholm 1926. Hydractinia vallini ingår i släktet Hydractinia och familjen Hydractiniidae. Inga underarter finns listade i Catalogue of Life.